# ناحیه خمیستی
ناحیه خمیستی (به عربی: دائرة خمیستی) یک ناحیه در الجزایر است که در استان تسمسیلت واقع شده‌است. ناحیه خمیستی ۴۰٬۷۷۱ نفر جمعیت دارد.